# Шарсе
Шарсе (фр. Charrecey) насеље је и општина у источном делу централне Француске у региону Бургоња, у департману Саона и Лоара која припада префектури Шалон сир Саон.
По подацима из 2011. године у општини је живело 299 становника, а густина насељености је износила 54,56 становника/km². Општина се простире на површини од 5,48 km². Налази се на средњој надморској висини од 385 метара (максималној 455 m, а минималној 290 m).

## Демографија
| 1962. | 1968. | 1975. | 1982. | 1990. | 1999. | 2011. |
| ----- | ----- | ----- | ----- | ----- | ----- | ----- |
| 235   | 259   | 252   | 264   | 285   | 313   | 299   |

График промене броја становника у току последњих година